# Ptolemeu Pindarió
Ptolemeu Pindarió (en llatí Ptolemaeus, en grec Πτολεμαίος) nascut a Alexandria fou fill d'Oroandros, i deixeble d'Aristarc. Suides esmenta com a obres seves: Ὁμηρικῶν ὑποδειγμάτων βιβλια γ´ ("Omerikon ypodeigmáton biblia 3" Esquema d'Homer en tres llibres), περὶ τοῦ Ὁμηρικοῦ χαρακτῆρος ("peri tou Omerikou characteros" (Sobre el caràcter homèric), πρὸς Νεοθαλίδην περὶ λέξεως ("Pros Neothaliden peri léxeos"), περὶ τοῦ παρ Ὁμήρῳ Οὔτιδος ("Peri tou Omero Outidos"), περὶ Ἀστεροπαίου τοῦ παρ᾽ Ὁμήρῳ μνημονενομένου ("Peri Asteropaiou tou par'Omero mnemonenomenou"), i altres. Fabricius l'inclou a la Bibliotheca Graeca.